# المحارب
المحارب (بالإنجليزية: The Battler)‏ قصة قصيرة من تأليف الكاتب الأمريكي إرنست همنغواي. نُشِرت القصة للمرة الأولى في عام 1925، مُضمَّنة في مجموعته القصصية «في وقتنا». وهذه القصَّة هي الخامسة من المجموعة التي تعرض شخصية «نيك آدامز»، التي بُنِيت على شخصية همنغواي الحقيقية، بعد «المخيم الهندي» و«الطبيب وزوجته» و«ثلاثة أيام من الهبوب» و«نهاية شيء ما».
تبدأ القصة بالشخصية الرئيسية «نيك آدامز» يُطرَد من القطار بعدما دخله بصورة غير قانونية، ثُمَّ يمشي على السكة حتى ينزل من على منحدرٍ بعدما رأى ناراً، وعندما اقترب من مصدر النار وجد بجانبها رجلاً لم يستطع رؤيته بوضوح، يسأل الرجل نيك كيف حصل على الكدمة السوداء حول عينه، فيجيب نيك أنَّه تعرَّض للكم عندما طُرِد من القطار، فيخبره الرجل أنَّه يجب عليه أن يضرب المسؤول عن إصابته بحجر عندما يراه مرةً أخرى، فيقول نيك: «لن يُفلِت منِّي»، يُعجب الرجل بشخصية نيك ويهنِّئه على شجاعته، فيجيب نيك: «يجب عليك أن تكون قوياً!». بعد هذه المحادثة يدرك نيك أنَّ وجه الرجل مشوَّه، بأنف محطَّمة وشوارب منتفخة بصورةٍ دائمة وأذن مقطوعة. يسأل الرجل نيك إذا ما كان مجنوناً، فيجيب نيك: «أنا لست في تمام عقلي، إذن أنا مجنون». بعد ذلك يبدأ نيك بالانزعاج، وعندما يعزم على الرحيل يكشف الرجل عن هويته ويُخبِره أنَّه آد فرانسيس، ملاكم سابق. لاحقاً يعود باجز، صديق آد، ويُحضِر معه العشاء إلى المخيم. وفي أثناء التحضير للعشاء يطلب آد من نيك أن يُعِيره سكِّينه، بينما يُخبِره باجز ألا يفعل ذلك، لم يحرِّك نيك ساكناً، وظلَّ في صمت يراقب الحوار بين الاثنين منذ أن حذره باجز بشأن السكين، ويبدو أن آد شعر بإهانة فظيعة عندما رفض نيك إعطائه السكِّين فظلَّ يراقب نيك غير منتبهاً إلى حديث باجز معه، فيقول آد فجأةً: «من تعتقد نفسك؟ أنت نَغل متعجرف. تأتي إلى هنا من دون أن يدعوك أحد، ثم تأكل طعام رجل، وعندما يطلب منك أن تُعِيره سكينا ترد عليه بعجرفة»، وعندما يبدأ بتهديد نيك يضربه باجز بهراوة حتى أُغمِيَ عليه، بعدها يسأل نيك باجز كيف أصبح آد مجنوناً إلى هذه الدرجة، فيقول باجز أنَّه تلقَّى ضربات كثيرة في الحلبة، بالإضافة إلى زوجته التي هربت منه، وبعد أن تركته زوجته أصبح آد مكتئباً ولم يعد قادرا على إعالة نفسه. بعد أن عرف نيك قصة آد يغادر المخيِّم إلى القرية المجاورة.